# Polyphida
Polyphida es un género de escarabajos longicornios de la tribu Glaucytini.

## Especies
- Polyphida argenteofasciata Aurivillius, 1910
- Polyphida aurata Viktora, 2015
- Polyphida buruensis Breuning, 1970
- Polyphida clytoides Pascoe, 1869
- Polyphida dayremi Pic, 1937
- Polyphida fulvitarsis Holzschuh, 2005
- Polyphida hayashii Viktora, 2015
- Polyphida jakli Viktora, 2019
- Polyphida lombokiana Vives, 2013
- Polyphida lumawigi Hüdepohl, 1992
- Polyphida metallica (Nonfried, 1894)
- Polyphida modesta Gahan, 1906
- Polyphida monticola Heller, 1915
- Polyphida tenebrosa Holzschuh, 2005